# Луцій Ліциній Красс
Луцій Ліциній Красс (лат. Луцій Ліциній Красс, 140 до н. е. — 91 до н. е.) — давньоримський оратор, політик, консул 95 до н. е., цензор 92 до н. е.

## Політична діяльність
Походив з роду нобілів Ліциніїв Крассів. Син Луція Ліцинія Красса, онук Гая Ліцинія Красса, консула 168 року до н. е. Здобув ґрунтовну освіту, замолоду виявивши надзичайні ораторські здібності. 119 року до н. е. звинувачував за різними відомостями в здирництві або державній зраді консула 120 року до н. е. Гая Папірія Карбона. Зрештою останній наклав на себе руки. Пізніше Красс каявся в цьому звинуваченні.
У 118 році до н. е. усупереч поширеній думці сенату виступав за запровадження римської колонії Нарбон. Того ж року разом з Гнеєм Доміцієм Агенобарбом входив до колегії дуумвірів для її виведення. На цій посаді спільно з колегою також організував монетний двір в Нарбоні, де випустив перші срібні денарії з головою богині Роми (аверс) і галльського вояка (реверс).
У 114 році до н. е. в колегії понтифіків захищав весталку Ліцинію від звинувачення в порушенні цнотливості. завдяки красномовству Красса Ліцинію було виправдано, але при повторному розгляді справи була засуджена до страти.
У 108 році був квестором в Азії. Під час каденції також навчався красномовству у ритора Метродора Скепсійського. На зворотному шляху відвідав Афіни, де слухав там провідних філософів, зокрема Хармада У 107 році  обирається народним трибуном. 106 року до н. е. підтримав законопроєкт консула Квінта Сервілія Цепіона щодо повернення суддів сенаторам від вершників. У 103 році був курульним еділом. Під час каденції спільно з колегою Квінтом Муцієм Сцеволою влаштував чудові видовища. 100 року до н. е. брав участь у придушенні заколоту Луція Аппулея Сатурніна.
У 95 році до н. е. був консулом разом з Квінтом Муціем Сцеволою. Під час їхнього консульства був прийнятий Lex Licinia Mucia де civibus redigundis — закон, згідно з яким, виганяли з Риму усіх італіків, хто був в Римі, та які вважалися римськими громадянами, але не могли довести своїх прав на римське громадянство. Того ж року захиств в суді Квінта Сервілія Цепіона від звинувачень, якого було виправдано.
Після закінчення свого консульства Красс був проконсулом у Галлії (ймовірно Цизальпінської). У 92. році він став цензором разом з Гнеем Доміцієм Агенобарбом. Того ж року було прийнято законопроєкт Красса, відповідно до якого відповідальність за заворушенням в народних зборах несла особа, що їх скликала. Попри певні розбіжності між цензорами, ними було ухвалено рішення про закриття латинських риторичних шкіл. У результаті, римляни, які бажаюли отримати риторичні знання та вміння, вирушали на навчання до Греції.
У 91 році до н. е. виступав на підтримку реформ, запропонованих плебейським трибуном Марком Лівієм Друзом Молодшим і брав участь в розробці законопроєктів. Увійшов до комісії децемвірів для розподілу землі, створену відповідно до закону Друза. 1 вересня цього року в сенаті виступив на підтримку Марка Лівія Друза проти консула Луцієм Марція Філіпом. Під час виступу Красс відчув себе погано і через сім днів помер від запалення легенів
Був одружений з Муцією, донькою консула 117 до н. е. Квінта Муція Сцеволи. Мав 2 доньок. В заповіті всиновив свого онука Луція Корнелія Сципіона.

## Ораторська діяльність
Луцій Красс вважається одним з найзначніших давньоримських ораторів до Цицерона, причому сам Цицерон в роки своєї молодості вважав Красса неперевершеним майстром латинської риторики і вчився по записах його промов. Речі Красса також справили великий вплив на політичний світогляд Цицерона. Сам Красс був одним з учнів видатного письменника та юриста Луція Целія Антипатра.
У своїх виступах йому вдавалося вдало поєднувати витонченість і природність, гідність і дотепність у своїй промові, не втрачаючи при цьому ясності і переконливості. Красс також умів наводити безліч прикладів, навіть говорячи про абстрактне. Завдяки своєму глибокому знанню римського права Красс був названий Цицероном найкращим правознавцем серед ораторів, у той час як Квінт Муцій Сцевола був названий ним найкращим оратором серед правознавців.